# Arkadi Malov
Arkadi Vasílievich Malov (en cirílico, Аркадий Васильевич Малов; Bolshiye Toktashi, 28 de abril de 1928 - Cheboksary, 25 de abril de 1995 en Cheboksary) poeta y traductor chuvasio.
Estudió en Hodar y en el departamento pedagógico de la Universidad Estatal de Chuvasia y trabajó como editor en varias publicaciones. Se encargó de traducir grandes obras literarias al idioma chuvasio.